# Forze di difesa eritree
Le Forze di Difesa Eritree sono le forze armate dell'Eritrea.
Sono composte dall'Esercito eritreo, dalla Marina militare eritrea e dall'Aeronautica militare eritrea.
Queste forze armate sono in proporzione alla popolazione, tra le più grandi del mondo, a causa della servizio militare obbligatorio a tempo indefinito. Sono divenute famose per le violazioni dei diritti umani, soprattutto durante la guerra Etiopia-Eritrea, e detenendo in condizioni disumane i prigionieri politici del regime di Isaias Afewerki, motivazioni che spingono in media 4.000 eritrei al giorno a lasciare il loro Paese d'origine.